# David Greenwood
David Murphy-Kasim Greenwood (Lynwood, 27 de maio de 1937 – Riverside, 8 de junho de 2025) foi um jogador de basquete norte-americano que foi campeão da Temporada da NBA de 1989-90 jogando pelo Detroit Pistons.

## Morte
Faleceu em Riverside, Califórnia, em 8 de junho de 2025, vítima de câncer.